# Starships
Starships (Космически кораби)е песен от албума Pink Friday: Roman Reloaded на американската рапърка Ники Минаж.

## Видео
Видеото към песента е заснето в Хавайските острови.

## Награди
- Видео музикални награди на Ем Ти Ви 2012 – Най-добър женски клип[3][4]

## Дата на издаване
- Канада[5],САЩ[6] – 14 февруари 2012
- Австрия[7],Белгия[8],Испания[9],Италия[10],Люксембург[11],Нидерландия[12],Нова Зеландия[13],Португалия[14],Сингапур[15] – 15 февруари 2012
- Германия[16] – 6 април 2012

## Позиции в музикалните класации
- Австралия (ARIA Charts) – 2[17]
- Белгия (Ultratop Wallonia) – 7[18]
- Великобритания (UK Singles Chart) – 2 [19]
- Дания (Tracklisten) – 5[20]
- Колумбия (National-Report) – 11[21]
- Нова Зеландия (RIANZ) – 2[22]